# Harbour Grace
Harbour Grace ist eine Gemeinde (Town) auf Neufundland in Kanada in der kanadischen Provinz Neufundland und Labrador.
Beim Zensus 2016 betrug die Einwohnerzahl 2.995. Fünf Jahre zuvor waren es noch 3.131.

## Geographie
Harbour Grace liegt an der Ostküste der Bay de Verde Peninsula auf der Halbinsel Avalon direkt an der Conception Bay. Rund 45 Kilometer südöstlich befindet sich  St. John’s. Die Avalon Peninsula Highway Route 70 verläuft durch Harbour Grace.

## Geschichte

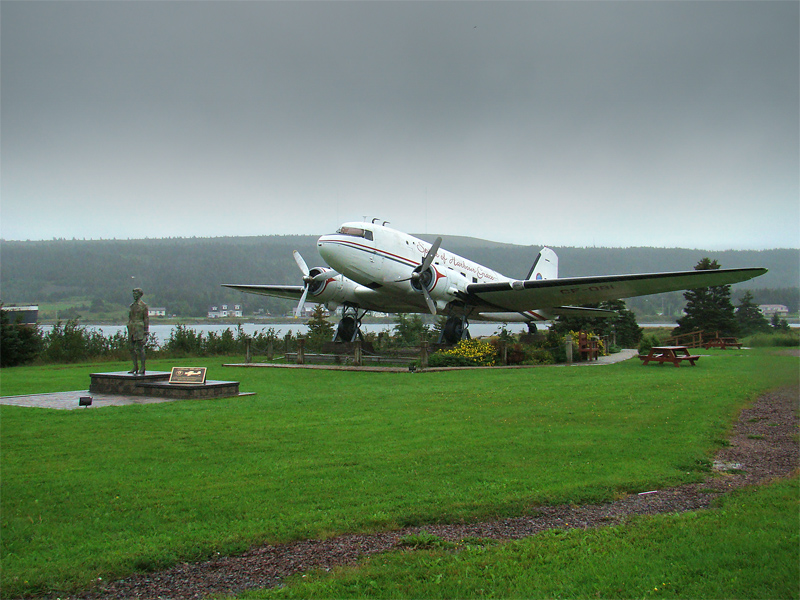
Spirit of Harbour Grace mit der Statue von Amelia Earhart

Der Ort wurde bereits um das Jahr 1550 von Fischern als Niederlassung genutzt und ab 1583 besiedelt. Da sich die umliegenden Gewässer durch großen Fischreichtum auszeichneten, wuchs die Einwohnerzahl schnell an. Der Name Harbour Grace ist mit hoher Wahrscheinlichkeit in Anlehnung an die früher für die französische Stadt Le Havre verwendete Bezeichnung Havre de Grace gewählt worden. Anfang der 1600er Jahre wurde der Ort zur Basis für den Piraten Peter Easton. Aufgrund der strategisch und wirtschaftlich günstigen Lage kam es in der Folgezeit wiederholt zu kriegerischen Auseinandersetzungen zwischen französischen und englischen Truppen um die Vorherrschaft in Harbour Grace. Im 18. und 19. Jahrhundert waren der Schiffbau und der Fischfang die Hauptlebensgrundlage der Einwohner.
Nachdem in der Nähe ein Flugplatz gebaut wurde, erfolgten in den 1920er und 1930er Jahren ausgiebige Testflüge, auch nach Europa. Die Flugpionierin Amelia Earhart startete am 20. Mai 1932 von Harbour Grace zum ersten Alleinflug einer Frau über den Atlantik und landete in Nordirland. Ihr zu Ehren wurde neben dem Flugzeugdenkmal Spirit of Harbour Grace eine Statue aufgestellt. Eine Woche vor Earhart war Lou Reichers in Harbour Grace zwischengelandet, ehe er auf dem Weiterflug vor Irland notwasserte.
Nach wie vor sind auch heute noch der Fischfang und die Fischverarbeitung die dominierenden Wirtschaftszweige in Harbour Grace.
Viele antike und historisch wertvolle Gebäude und Plätze sind in der Liste der National Historic Sites of Canada in Neufundland und Labrador bzw. der List of historic places on the Avalon Peninsula verzeichnet, dazu gehören:
- Harbour Grace Court House
- Harbour Grace Historic Museum
- Payne House
- Goodland House
- Ridley Office
- Masonic Lodge
- Harbour Grace Railway Station
- St. Paul’s Anglican Church, Harbour Grace
- Cathedral of Immaculate Conception
- Rothesay House
- Harbour Grace Victoria Manor
- The Maples
- Otterbury School House
- West End Mercantile Establishment
- Ridley Hall Ruins
- Roman Catholic Parish Cemetery
- Harbour Grace Registered Heritage District

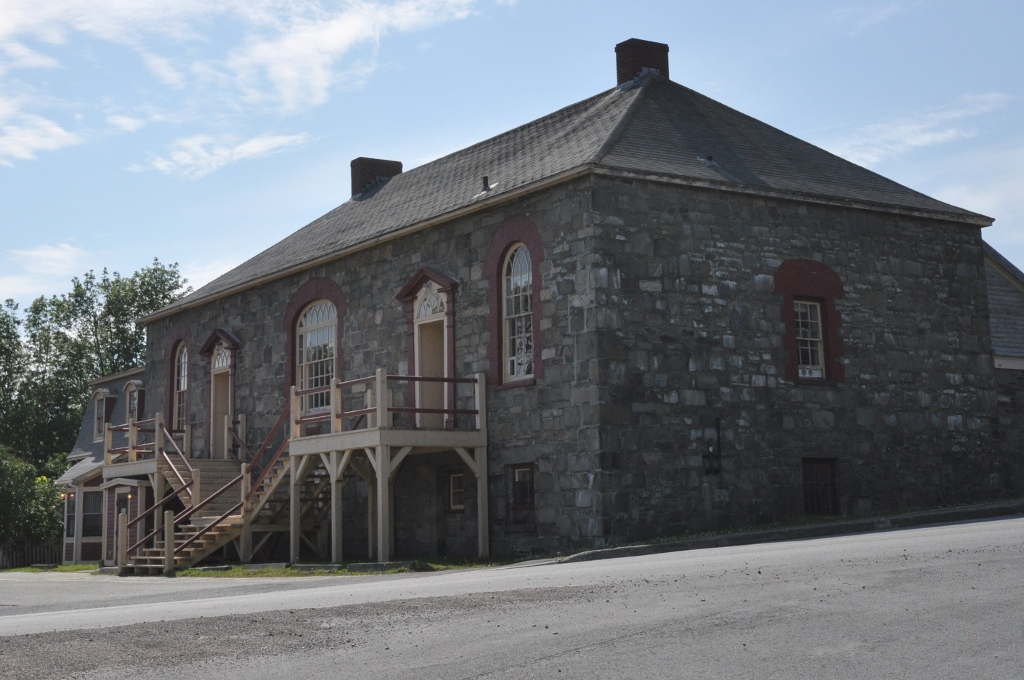
Harbour Grace Court House
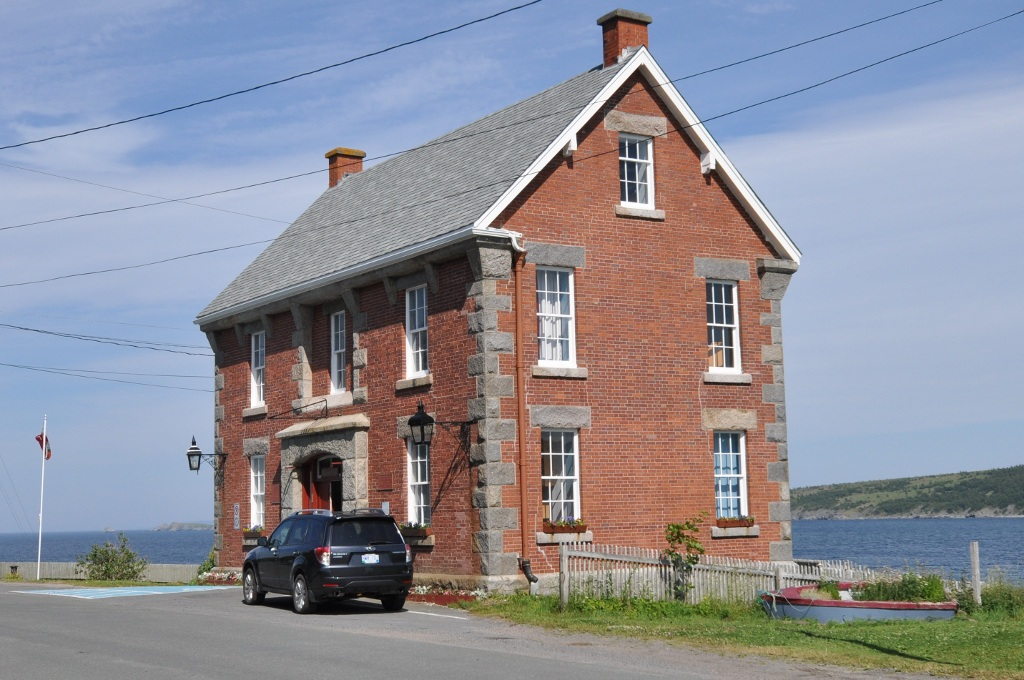
Harbour Grace Historic Museum
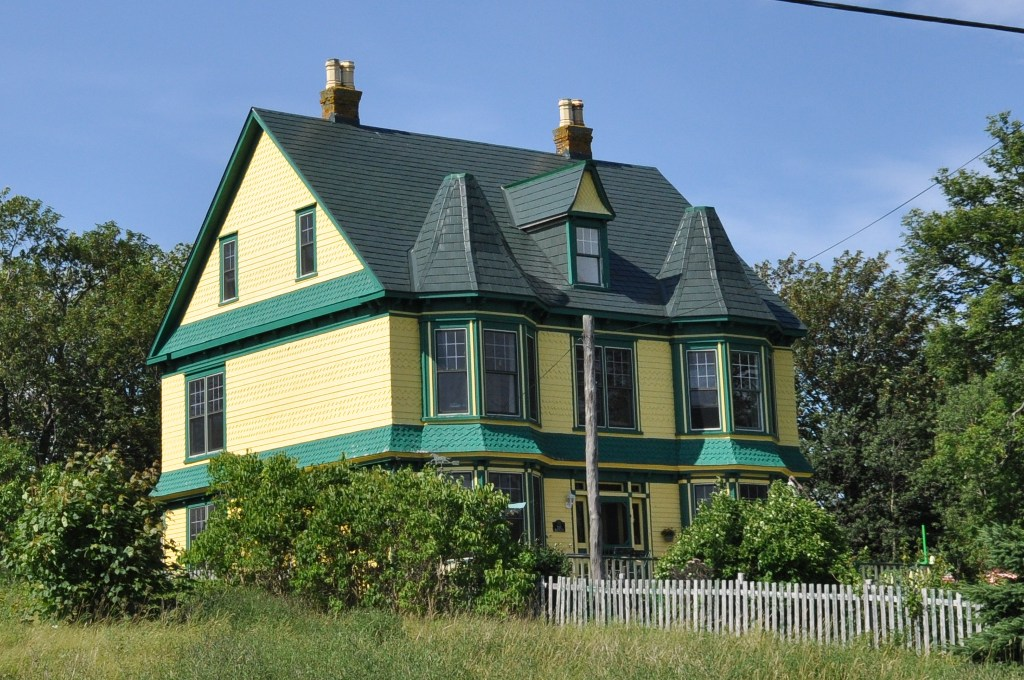
The Maples
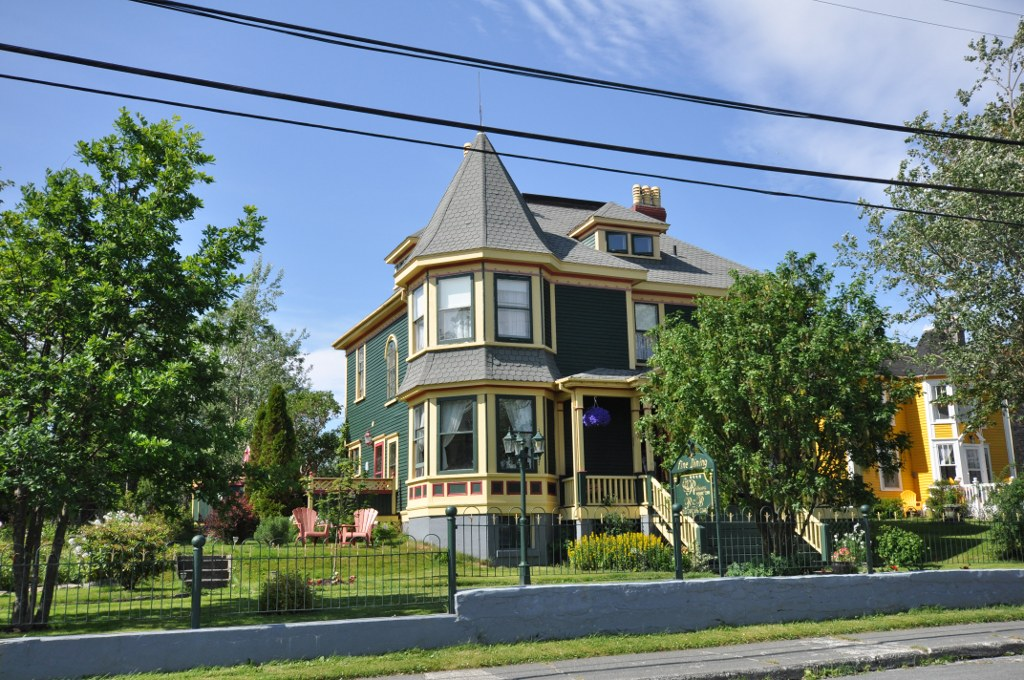
Rothesay House
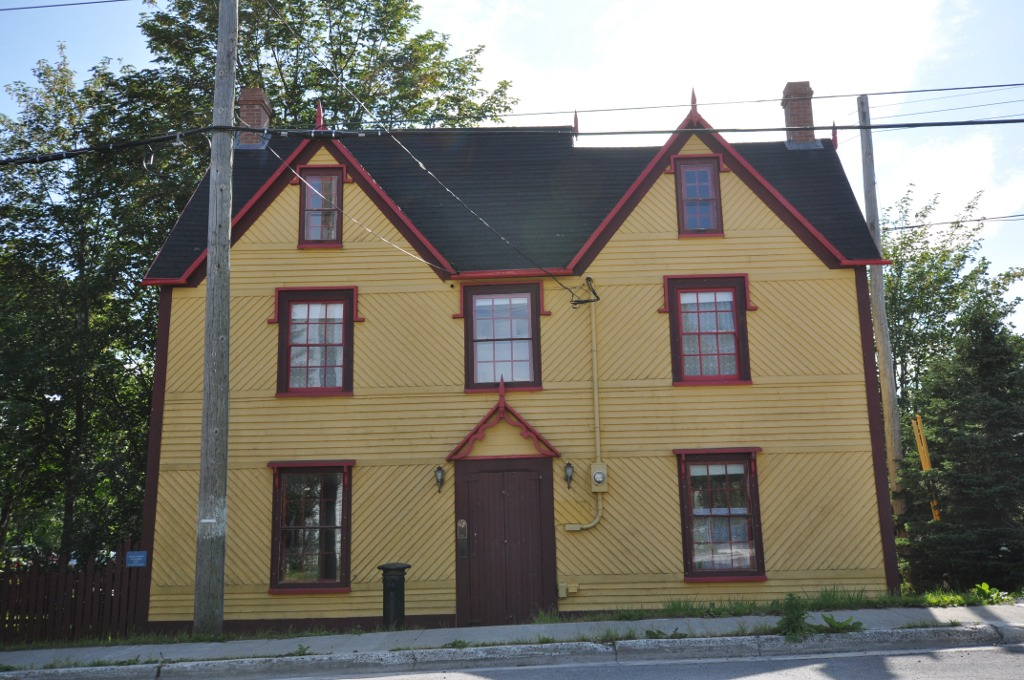
Harbour Grace Victoria Manor

## Söhne und Töchter der Stadt
- Jamie Korab, Curler
- Richard Squires, Politiker
- William Azariah Munn, Unternehmer und Gründungsmitglied der Newfoundland Historical Society